# Lotus corniculatus
Lotus corniculatus es una fanerógama perteneciente a la familia de las leguminosas (Fabaceae), nativa de praderas templadas de Eurasia y norte de África. Nombres comunes: loto corniculado, zapaticos de la virgen, trébol criollo.
El género Lotus sp. comprende unas 100 especies distintas, dentro de las cuales el Lotus corniculatus es la más interesante en cuanto a aprovechamientos forrajeros.

## Descripción

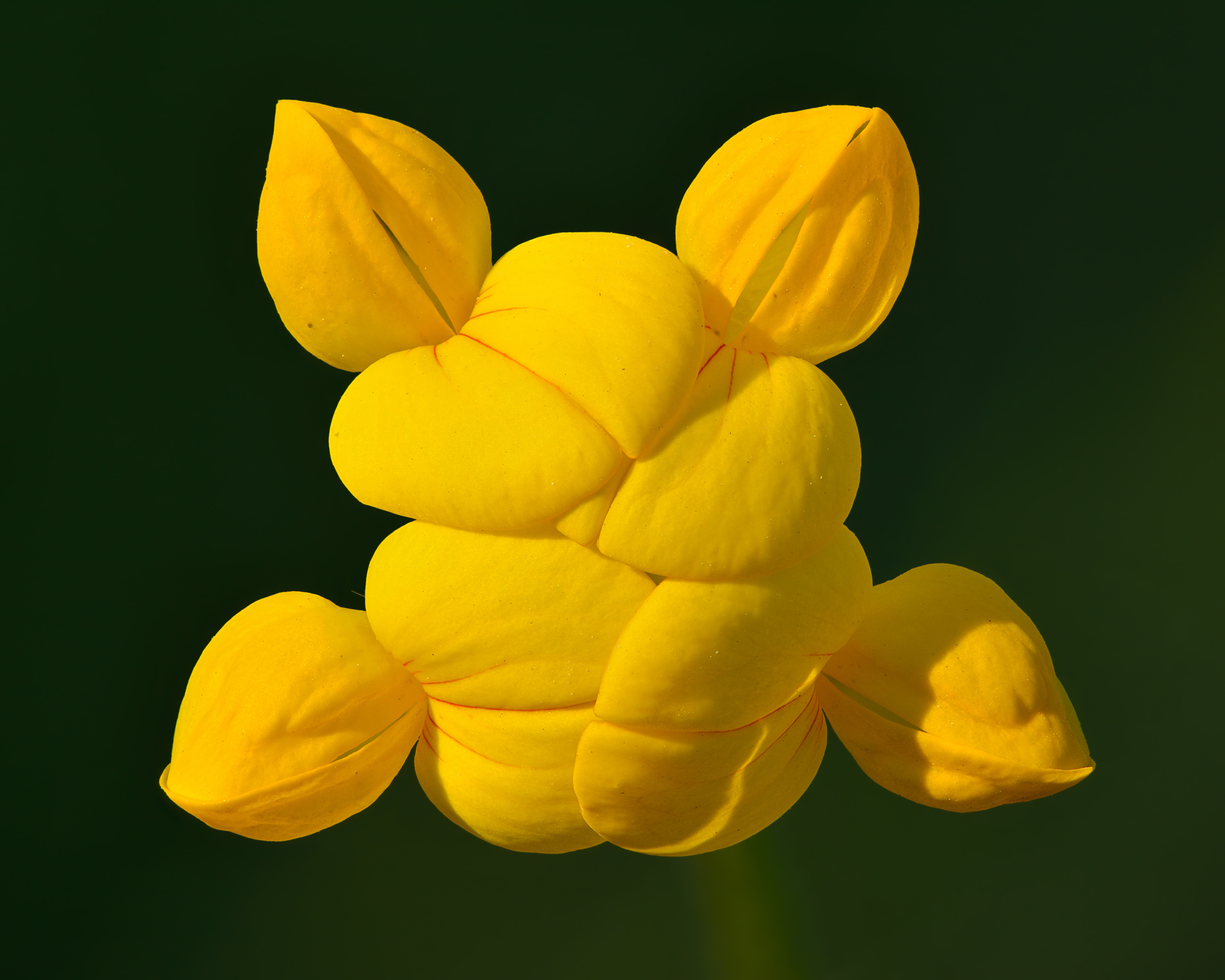
Inflorescencia

Se trata de una especie perenne generalmente con la base leñosa, de talla variable hasta los 40 cm de longitud, aunque se suele quedar en los 20 cm por su porte decumbente y rastrero. Tras su primer año de crecimiento desarrolla la corona de la que nacen axilarmente las ramificaciones. De esta también surge una raíz pivotante.

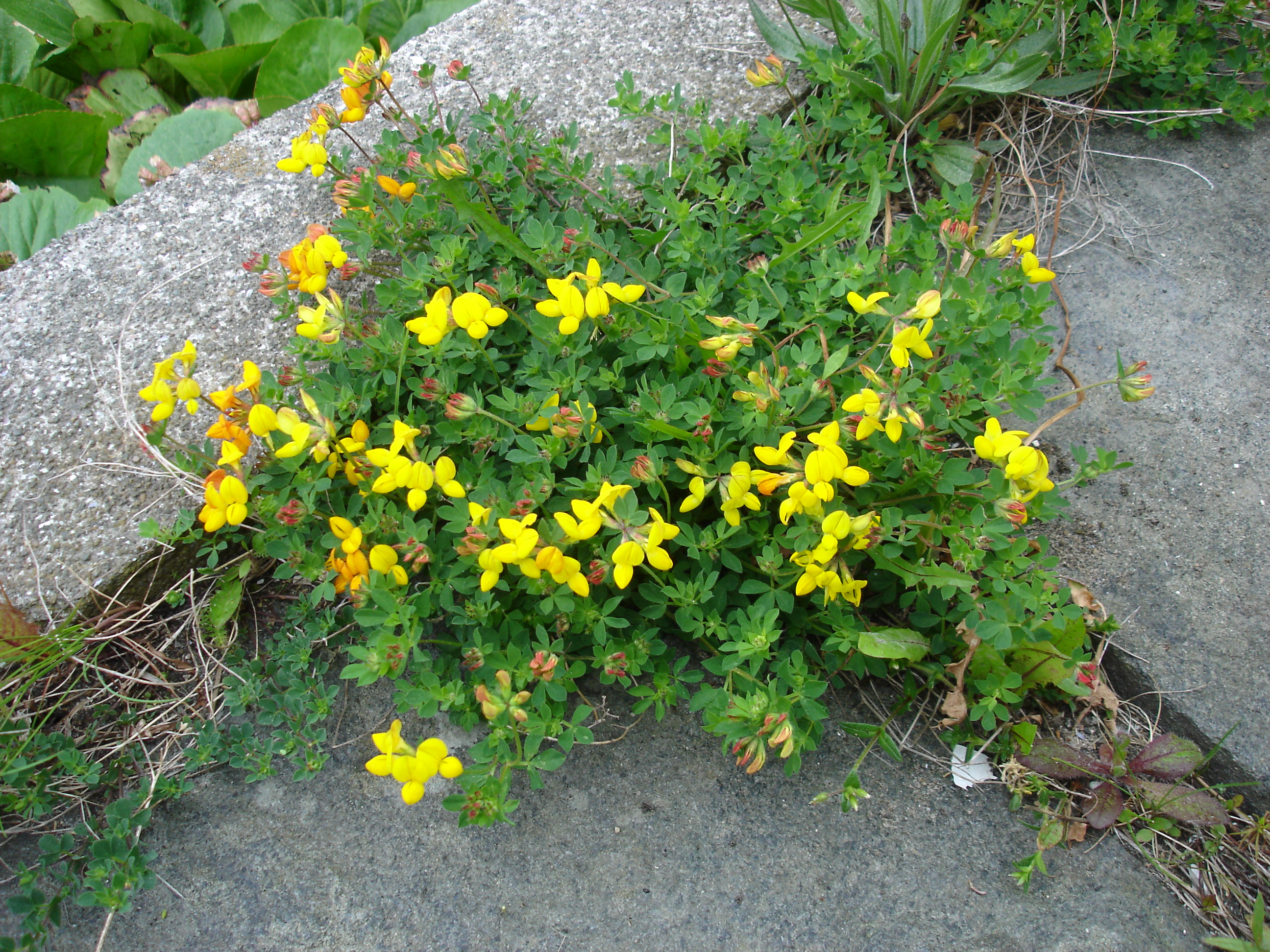
Hábito

Presenta hojas sésiles (sin peciolo) de cinco foliolos dispuestos como los dedos de una mano: uno terminal, dos opuestos y otros dos en la base del raquis, a modo de estípulas desarrolladas. Los foliolos alcanzan una longitud nunca superior a los 17 mm, con una forma ovoidea.
El pedúnculo en el que se inserta la inflorescencia en umbela es de origen axilar. Su corola es amarilla, con la forma típica que presentan las leguminosas: de simetría zigomorfa con cinco pétalos (estandarte, quilla y dos alas). El cáliz presenta sépalos de igual longitud y derechos. El androceo no cuenta con más de 11 estambres.
El fruto es una legumbre de dehiscencia longitudinal, de menos de 4 mm de grosor. Tiene la forma característica de una pata de pájaro (carácter del cual toma su nombre común en inglés: “birdsfoot trefoil”). La legumbre contiene de 10 a 30 semillas y tiene un alto grado de dehiscencia en la madurez, retorciéndose en forma de espiral, especialmente cuando su humedad es inferior al 40%.
Su semilla es redonda de 1 a 1,5 mm de diámetro, de color marrón a veces punteadas de violeta.

## Distribución y hábitat
Es originaria del oeste de Europa y el norte de África. También se distribuye por el noreste y el oeste central de Estados Unidos (cerca de 1 millón de ha cultivadas), el sureste de Canadá (200.000 ha cultivadas) y al sur de Latinoamérica.
Es una planta característica de los pisos montano y subalpino. Se puede incluir en las dos clases de comunidades vegetales, ambas de la zonas eurosiberiana y mediterránea:
- Clase Molinio – Arrhenatheretea.
- Clase Festuco – Brometea.

Puede encontrarse en toda la geografía española, predominando en la zona Norte de la península ibérica. Según E. Muslera

En España la utilización de los lotos es muy escasa y no existen datos de su comportamiento en nuestro país, en el que todavía no se ha encontrado utilidad práctica a las condiciones de estas plantas.Ni en la zona cantábrica, ni bajo riego en el sur, ha demostrado un productividad interesante.
Muslera Pardo, E de, Praderas y forrajes:producción y aprovechamiento

## Requerimientos ambientales

### Clima
El lotus es originario de praderas templadas de Eurasia y Norte de África. Está adaptado a climas fríos y húmedos, pero las variedades de mayor uso son utilizadas en zonas de altas temperaturas y sequías, a lo que no responde mal. Por lo general es una planta bastante rústica.
Acepta dos épocas de siembra: otoño y primavera. En otoño responde muy favorablemente si no sobrevienen sequías y si se puede desarrollar bien antes de que empiecen las bajas temperaturas y las heladas invernales.
Su siembra en primavera generalmente va a ser más favorable. Una vez germinadas al ir incrementándose las temperaturas, el fotoperíodo y la intensidad de luz, el crecimiento no se verá interrumpido. Las formas más bajas y sombreadas no tienen crecimiento vegetativo apreciable, y son poco apetecidas por el ganado, por lo que es una especie exigente en luz.
Sus temperaturas máximas estivales están comprendidas entre los 16 y 27 °C soportando relativamente la sequía en esta época. Su temperatura óptima de crecimiento se da sobre los 22 °C.

### Suelo
No son exigentes en cuanto a suelo. Persisten en aquellos de baja fertilidad de fósforo y potasio, donde otras leguminosas como los tréboles violeta o blanco o la alfalfa no prosperarían. Prefiere pH ligeramente ácidos, tolerando cierta salinidad y suelos compactos y húmedos, aunque vive en toda clase de suelos, síliceos o calizos.

## Biología y fenología
Al principio el desarrollo de la plántula es lente, así como el de la raíz. La raíz llegará a ser de mayor profundidad a las del trébol rojo, pero nunca será mayor a la de la alfalfa. Si la competencia por la luz o el agua es alta en este primer periodo, la especie no se desarrollarán.
El fruto se desarrollará rápidamente tras la fecundación, virando a color púrpura tras 1 semana, color verde oscuro a los 15 días, verde claro a los 22 días, marrón claro a los 28 días y por último marrón oscuro a los 32 días.
Su crecimiento primaveral parte desde las yemas de la corona y desde las yemas axilares de los tallos recortados. El crecimiento no se detiene en las fases fenológicas más avanzadas, siendo capaz de desarrollarse vegetativamente aún después de la floración. Este desarrollo ininterrumpido es el responsable de la baja acumulación de sustancias de reserva tanto en la raíz como en la corona. 
Al llegar el otoño el fotoperiodo decreciente detiene el desarrollo de los tallos axilares y es cuando el volumen de reservas aumenta discretamente.
Su crecimiento es más lento que el de la alfalfa, ya que esta presenta un mayor índice de área foliar (IAF), una mejor geometría en la distribución foliar y por lo tanto una mayor eficiencia en el uso de la luz.

## Agronomía y manejo
Esta especie puede ser una alternativa interesante mezclada con cereal en zonas de clima mediterrráneo continentalizado. La dosis en este caso suele ser de 4 kg/ha. Aunque también se puede sembrar en solitario, ya que una de sus ventajas es que no produce meteorismo. Se manejan dosis de unos 10-12 kg/ha. Al ser una especie perenne se utiliza en praderas de larga duración.
Debido a su biología y desarrollo del ciclo fenológico, se trata de una especie a la cual los pastoreos muy intensos durante primavera y verano pueden provocar un retraso en el rebrote, debido a la eliminación de las yemas presentes en la corona. Si el pastoreo es intenso se producirá la eliminación de toda su parte verde, que unida a la poca acumulación de reservas en los órganos perennes, disminuyen sus posibilidades de rebrote.
Durante el otoño también deberemos restringir el pastoreo. Al ser la época en la que se produce la mayor acumulación de reservas, si interferimos en este proceso podemos comprometer la persistencia durante el invierno.
Por lo tanto, como técnica de manejo, deberemos dejar el corte a una altura desde los 2,5 cm a los 5 cm dependiendo del hábito de la planta.
Tiene gran adaptabilidad a los pastoreos frecuentes, pero no severos. Puede ser conveniente cuando proceda permitir a la planta completar su ciclo y semillar, asegurando la persistencia por las semillas, y no solo por órganos vegetativos.
Es una planta que aunque su desarrollo inicial sea lento y delicado, su persistencia es muy buena.

### Aprovechamientos forrajeros
Es un pasto excelente para el ganado ovino, ya que al pastar eliminan las especies más altas que podrían ser un inconveniente para su crecimiento.
Su aprovechamiento en verano es muy interesante, ya que en esta época los rendimientos de las leguminosas, a excepción de la alfalfa, se ven muy comprometidos.
Produce un heno de muy buena calidad con alta proporción de hojas y tallos finos, para lo que deberá cortarse en plena floración. También es indicado para el ensilaje.
- Contenido de proteína bruta

Como % de la materia seca, para Lotus corniculatus (adaptado de Echeverría et al., 1986)
Estado fenológico 
Vegetativo: 27,1
Plena floración: 15,9
Dehiscencia de semillas: 11,6

#### Otros usos
Una variedad de doble floración se ha lanzado como planta ornamental. 
Es una importante planta apícola, por su néctar para muchos insectos; y es comida por larvas de muchas especies de Lepidoptera como Zygaena filipendulae. Es regularmente incluida como componente de la flora silvestre de Europa.
En inglés de Gran Bretaña, donde es mucho más usado, sus nombres se conectan con los colores amarillo y anaranjado de las flores, e.g. 'huevos y jamón', 'manteca y huevos'.

## Nombres vulgares
Loto corniculado, zapaticos de la Virgen, loto de cuernecillos, pie de gallo, trébol de las arenas, chauchillas, trébol criollo, corona de rey, cuernecillo del campo

## Sinonimia
- Lotus ambiguus Spreng.
- Lotus arvensis Pers.
- Lotus balticus Miniaev
- Lotus carpetanus Lacaita
- Lotus caucasicus Kuprian.
- Lotus ciliatus sensu Schur
- Lotus komarovii Miniaev
- Lotus major Scop.
- Lotus olgae Klokov
- Lotus ruprechtii Miniaev
- Lotus tauricus Juz.
- Lotus zhegulensis Klokov

## Variedades
- Lotus corniculatus var. crassifolia Fr.
- Lotus corniculatus var. kochii Chrtková
- Lotus corniculatus var. maritimus Rupr.
- Lotus corniculatus subsp. afghanicus Chrtková
- Lotus corniculatus subsp. carpetanus (Lacaita) Rivas Mart.
- Lotus corniculatus subsp. corniculatus L.
- Lotus corniculatus subsp. frondosus Freyn
- Lotus corniculatus subsp. fruticosus Chrtková
- Lotus corniculatus var. japonicus Regel
- (enlace roto disponible en Internet Archive; véase el historial, la primera versión y la última).